# Paul Ivar Paulsen
Paul Ivar Paulsen, född 13 februari 1868, död 12 oktober 1938, var en norsk advokat.
Paulsen blev byråchef i Justitiedepartementet 1899, expeditionschef 1908, och 1908 ledamot av Høiesterett. Paulsen var medlem av åtskilliga kommittéer, bland annat Civilproceskommittén 1904-07, och var känd som utgivare av lageditioner, såsom Militær straffelov (1904), Kong Christian V:s norske lov (1904), Almindelig norsk lovsamling (12 band, 1905-28), Civilproceslovene (1917), Retspleielovene (1927), samt Norges love (1908, ny upplaga 1932).